# 賣旗籌款

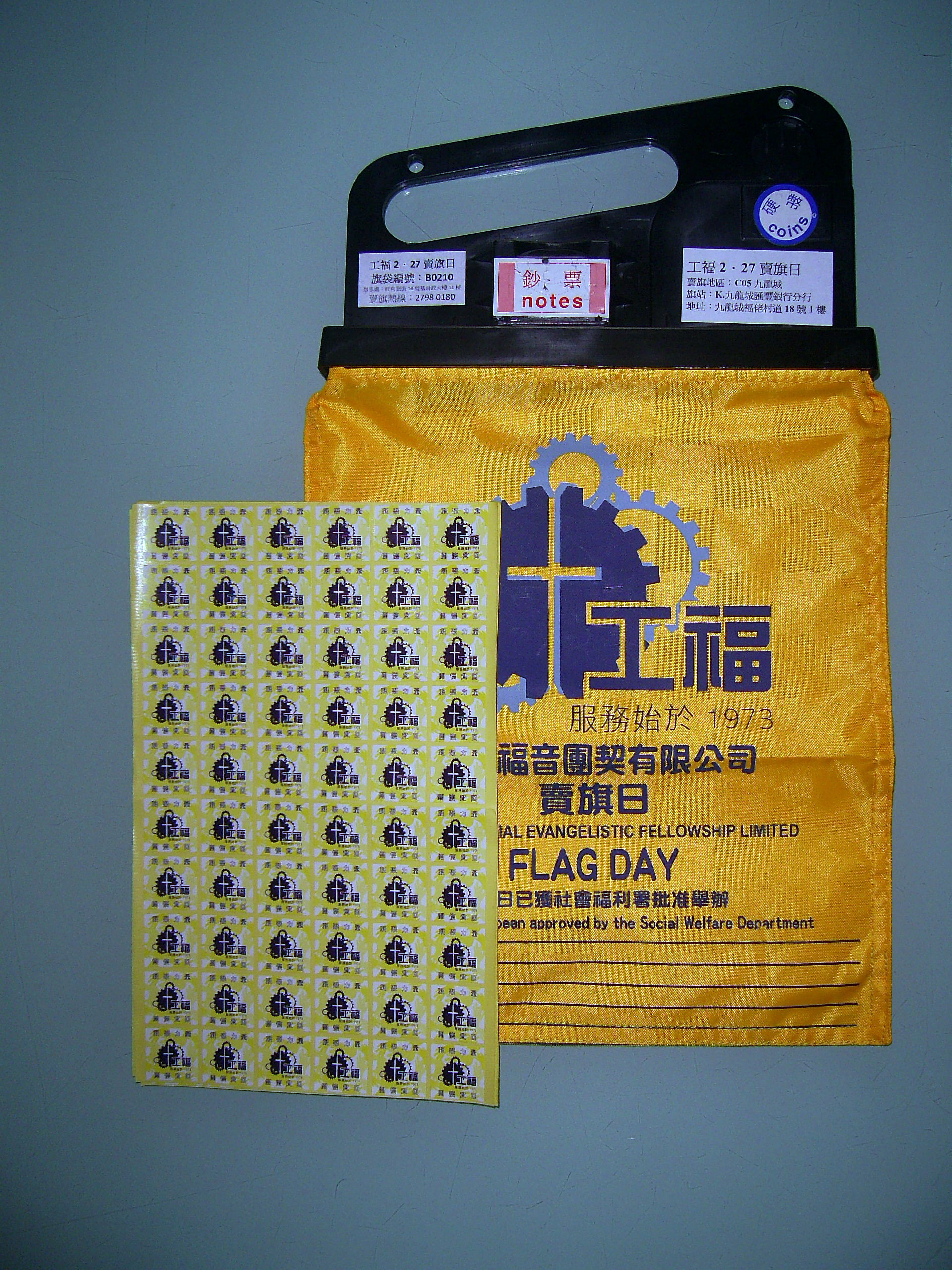
賣旗籌款的錢袋及貼紙

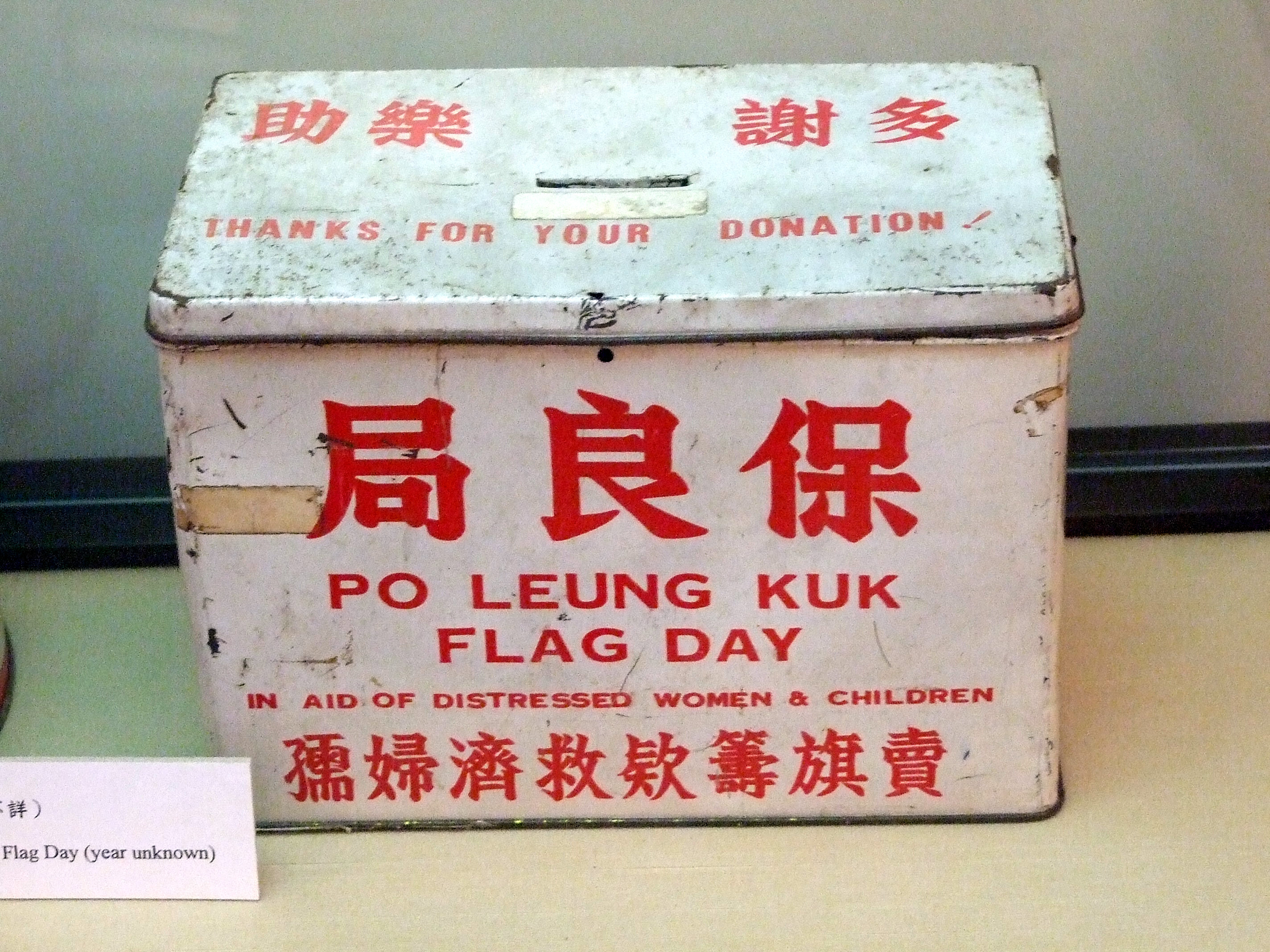
保良局早年賣旗的鐵錢箱

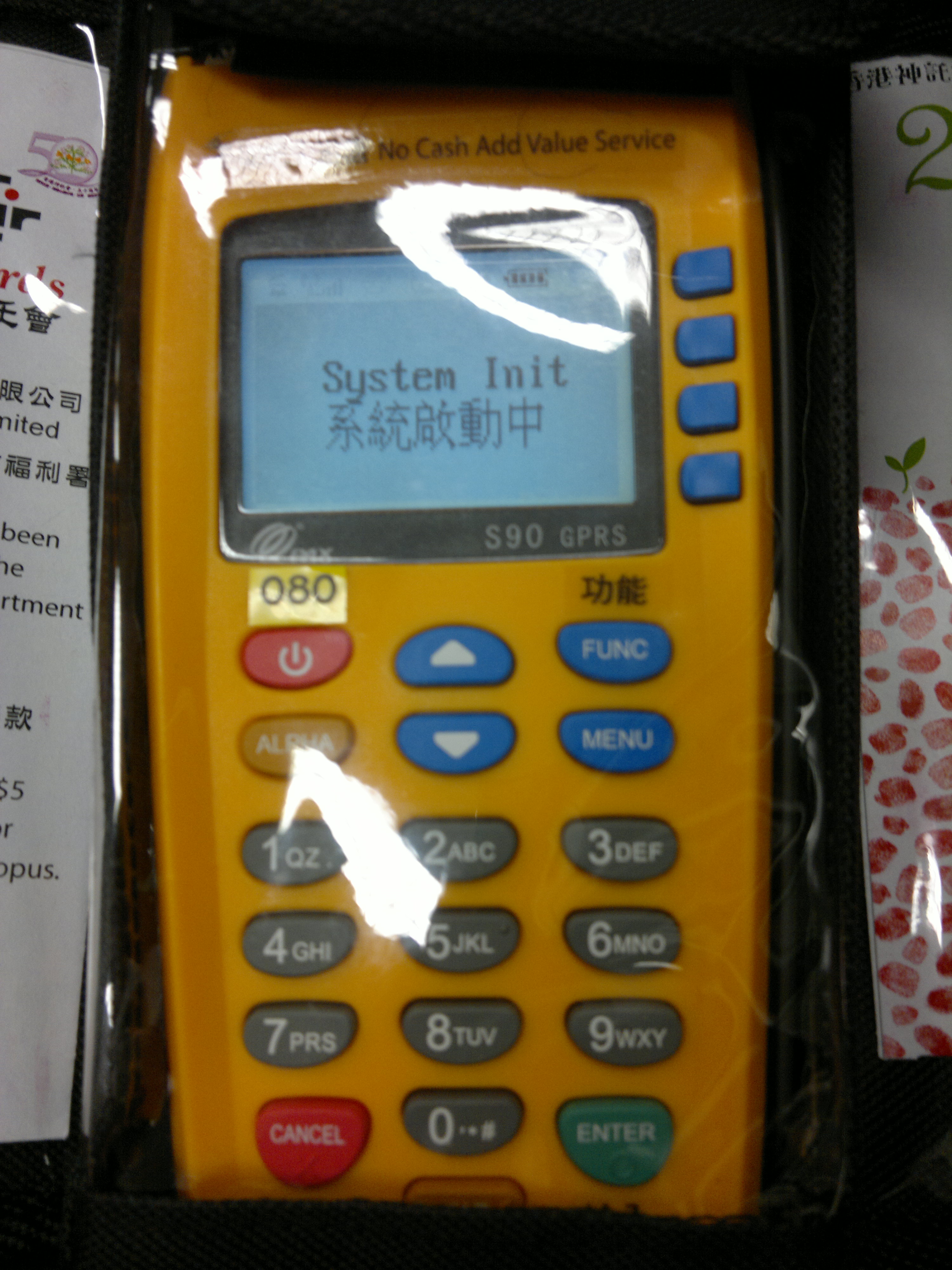
八達通賣旗所使用的八達通機

賣旗籌款（英語：Flag-selling），俗稱賣旗，是香港慈善機構籌款的一項模式。慈善機構邀請大量義工，在街頭上向市民募捐。義工拿著一個錢袋和大量小貼紙（昔日是小旗幟，因而得名），當市民投放金錢於錢袋後，義工會將小貼紙貼在捐款者的衣服上，以作識別。

## 歷史
香港的賣旗籌款活動約於戰後的1950年代開始出現。當時義工身上掛著錢箱，市民捐款後便會獲得一面紅色小旗。後來紅旗變成附上大頭針的紅色雞毛，方便市民扣在衣服上。其後雞毛演變成印有慈善團體標誌的小貼紙，錢箱亦演變成錢袋。
2011年，慈善團體表示會陸續推出八達通買旗服務，在同年12月17日起，市民可以通过八達通支付賣旗行善（善款），近年有少數開始使用智能手機付款方式以支付賣旗，正各界非牟利機構及慈善團體已經開始使用。

## 申請資格及程序
賣旗日只供慈善組織申請。而任何慈善機構進行賣旗活動前必須向香港社會福利署申請，社會福利署會以抽籤形式分配不同慈善機構於不同日子進行活動，每個慈善機構在一個財政年度內只可進行一次賣旗活動；而負責賣旗籌款的人士須14歲或以上，而13歲或以下須由家長陪同進行。
賣旗日的法定依據列明在香港法例第228章《簡易程序治罪條例》第 4(17)(i) 條內: 任何人士或機構為慈善用途在公眾地方組織、參與或提供設備以進行任何籌款活動，或售賣徽章、紀念品或類似物件的活動，或為獲取捐款而交換徽章、紀念品或類似物品的活動，須向社會福利署署長申請許可證 。

## 進行日期及時間
賣旗活動以往只限星期六上午進行，每一團體可在香港島、九龍和新界進行賣旗活動，但隨著慈善機構的增多，暑假期間（七月中至八月底)）的星期三上午增添為認可的賣旗活動時間，規模較大的慈善機構（如香港公益金）可在全香港進行賣旗活動。2005年開始，賣旗時間為上午7時至下午12時30分。

## 賣旗義工服務
賣旗活動需要大量義工協助賣旗和其他行政相關的工作，除了機構本身的義工隊外，大部分機構都會透過本地多個義工配對平台招募義工參與整個賣旗活動。

## 外部連結
- 香港社會福利署對賣旗活動的監管 （页面存档备份，存于）（中）
- 獲香港社會福利署批准的賣旗活動 （页面存档备份，存于）（中）